# Polenta concia
La polenta concia, anche detta polenta conscia, polenta uncia, polenta unscia, polenta cunsa, polenta cuncia, polenta vonscia e polenta pasticciata è un piatto tradizionale di varie aree del Nord Italia fra cui il Piemonte (Valsesia e provincia di Biella), la Lombardia (zona lariana del comasco e del lecchese) e la Valle d'Aosta. La polenta concia si prepara utilizzando la farina di mais a cui vengono aggiunti formaggi a piacere come, ad esempio, burro, fontina e toma, che rendono spesso l'alimento più liquido.

## Storia
Durante il Rinascimento, la polenta fritta veniva a volte servita con formaggi teneri, come il gorgonzola, ed era considerato un apprezzato piatto di portata. Secondo una leggenda, la polenta concia si sarebbe diffusa in Piemonte con Facino Cane, il quale pretendeva che gli venisse sempre servita ovunque andasse. Di conseguenza, molti cuochi furono costretti a imparare la ricetta. Un tempo, la polenta concia veniva consumata tutti i giorni dai valligiani del Nord Italia, che rendevano più grasso l'alimento con l'aggiunta del formaggio per affrontare le dure condizioni climatiche e di lavoro.